# Luché-Pringé

Luché-Pringé este o comună în departamentul Sarthe, Franța. În 2009 avea o populație de 1,658 de locuitori.